# Либерийско-литовские отношения
Либерийско-литовские отношения – 
двусторонние международные отношения между Либерией и Литвой. Обе страны являются членами ООН и Всемирной торговой организации.

## История
В конце Первой мировой войны Королевство Литва, созданное при поддержке Германии, и Либерия, присоединившаяся к Антанте в августе 1917 года, оказались по разные стороны этого глобального конфликта.
Дипломатические отношения между странами были восстановлены 23 апреля 2014 года, после того как постоянный представитель Литвы при ООН посол Раймонда Мурмокайте и постоянный представитель Либерии при ООН посол Марьон Камара подписали в Нью-Йорке совместное коммюнике об установлении дипломатических отношений между Литвой и Либерией.
19 апреля 2013 года, еще до установления дипломатических отношений, заместитель министра иностранных дел Литвы Нерис Германас посетил столицу Либерии Монровию, где встретился с министром иностранных дел Либерии Огюстином Кпехе Нгафуаном и заместителями министров Сильвестром Григсби и Элиасом Шониджином. В ходе встречи обсуждались официальное установление дипломатических отношений, сотрудничество в международных организациях, будущее председательство Литвы в Совете Европейского Союза, ситуация с безопасностью в западноафриканском регионе и другие вопросы.

## Экономическое сотрудничество
В 2018 году товарооборот между Литвой и Либерией достиг 140 тысяч евро.
В торговом балансе преобладает экспорт из Литвы в Либерию.
- Экспорт составляет 134,8 тысяч евро.
- Импорт составляет 5,2 тысяч евро.

| Год                            | 2016  | 2017  | 2018  |
| ------------------------------ | ----- | ----- | ----- |
| Экспорт в Либерию (тысяч евро) | 298,6 | 312,6 | 134,8 |
| Импорт из Либерии (тысяч евро) | 21,3  | 0,0   | 5,2   |

## Граждане Либерии в Литве
| Год                                | 2016 | 2021 | 2022 |
| ---------------------------------- | ---- | ---- | ---- |
| Количество граждан Либерии в Литве | 1    | 0    | 2    |